# Лекок, Мари-Жан-Леон, маркиз Эрве де Сен-Дени
Мари-Жан-Леон Лекок, барон д’Эрве де Юшеро, маркиз д’Эрве де Сен-Дени (фр.Marie-Jean-Léon Lecoq, Baron d’Hervey de Juchereau, Marquis d’Hervey de Saint-Denys, 6 мая 1822, Париж — 2 ноября 1892, там же). Известный в XIX в. французский интеллектуал, филолог, синолог-самоучка, третий заведующий кафедрой китайского языка Коллеж де Франс (1874—1892), с 1878 г. — действительный член Академии надписей (Académie des Inscriptions et de Belles-Lettres). Наставник Эдуарда Шаванна, передавший ему заведование кафедрой в Коллеж де Франс.

## Деятельность
Научное наследие маркиза относится к двум несвязанным областям знания: психологии и синологии. Самостоятельно изучив китайский язык, Эрве де Сен-Дени в 1851 г. выпустил монографию Recherches sur l’agriculture et l’horticulture des Chinois, в которой рассматривал практические аспекты китайской агрикультуры и животноводства, которые могли быть заимствованы на Западе. Одним из первых маркиз стал переводить на французский язык классическую китайскую поэзию разных эпох: от Цюй Юаня до танских авторов, а также трактаты по этнографии Ма Дуаньлиня. Переводил он также некоторые конфуцианские тексты. Эти переводы в научном отношении безнадёжно устарели, однако являются важным памятником китаеведения XIX в., сильно зависящего от китайской комментаторской традиции. Эрве де Сен-Дени был заведующим китайским отделом Всемирной выставки в Париже 1867 г., в 1874 г. сменил Станисласа Жюльена на посту заведующего кафедрой китайского языка Коллеж де Франс. С 1878 г. — действительный член Академии надписей. За счёт средств маркиза был командирован в Китай Эдуард Шаванн, которого Эрве де Сен-Дени приобщил к миру китаеведческой науки, и отдал ему заведование кафедрой.
Маркиз Эрве де Сен-Дени интересовался также испанской драматургией, оставил некоторые переводы с испанского языка и написал историю испанской драмы.
Психологические этюды маркиза оказались в научном отношении более актуальными, отчасти опередив своё время. Главным интересом его была природа сна и сновидений, которые он изучал на собственной персоне. В 1867 г. он анонимно опубликовал трактат Les rêves et les moyens de les diriger; observations pratiques, где рассуждал о методе управления сновидениями. Позднее этот феномен сознания был назван осознанными сновидениями.

## Основные труды

### Синология
- Hervey de Saint-Denys. Recherches sur l’agriculture et l’horticulture des Chinois (1851)
- Hervey de Saint-Denys. Poésies de l'époque des T’ang (1862), translated from the Chinese
- Hervey de Saint-Denys. Ethnographie des peuples étrangers de la Chine, translated from Ma-Touan-Lin (1876—1883)
- Hervey de Saint-Denys. Li-Sao (1870), translated from the Chinese
- Hervey de Saint-Denys. Mémoires sur les doctrines religieuses; de Confucius et de l'école des lettres (1887)

### Психология
- Hervey de Saint-Denys. Les Rêves et les moyens de les diriger; Observations pratiques. Paris: Librairie d’Amyot, Éditeur, 8, Rue de la Paix (1867). (анонимное первоиздание)
  - Hervey de Saint-Denys. Dreams and how to guide them. Translated by N.Fry and edited by Morton Schatzman. London. Gerald Duckworth (1982). ISBN 0-7156-1584-X. (сокращённый английский перевод с комментарием)
  - Де Сен-Дени Л. Г. Сновидения и способы ими управлять: практические наблюдения // Ван Эден Ф., Де Сен-Дени Л. Г. Теория и практика осознанных сновидений. — А. Г. Москвичёв, 2013. — 336 с. — 500 экз. — ISBN 978-5-904844-49-3.
- C.M. den Blanken & E.J.G. Meijer. An Historical View of «Dreams and the Ways to Direct Them; Practical Observations» by Marie-Jean-Léon LeCoq, le Marquis d’Hervey-Saint-Denys. Lucidity Letter, December, 1988, Vol.7, No.2,p.67-78. Revised Edition:Lucidity,1991,Vol.10 No.1&2, p. 311—322.